# Isaiah Philmore
Isaiah Lemart Philmore (* 20. September 1989 in El Paso, Texas, Vereinigte Staaten) ist ein US-amerikanisch-deutscher Basketballspieler.

## Karriere
Philmore wuchs teils in Bad Vilbel in Deutschland auf und spielte Fußball. In den Vereinigten Staaten spielte er als Jugendlicher ein Jahr Basketball an der St. Xavier High School in Junction City (US-Bundesstaat Kansas) und drei Jahre an der John Carroll School in Bel Air (Bundesstaat Maryland). Von 2009 bis 2011 war er Student und Basketballspieler an der Towson University in Maryland, dann von 2011 bis 2014 an der Xavier University in Cincinnati (Bundesstaat Ohio). In der Saison 2011/12 durfte er wegen der Wechselbestimmungen der National Collegiate Athletic Association nicht am Spielbetrieb teilnehmen.
Zur Saison 2014/15 ging Philmore nach Deutschland und unterschrieb für zwei Jahre beim Bundesligisten Ratiopharm Ulm. In seiner ersten Profi-Saison erzielte er für Ulm bei durchschnittlich rund acht Minuten Einsatzzeit pro Spiel 3,4 Punkte je Begegnung.
Im Sommer 2015 wechselte er zum Ulmer Ligakonkurrenten Telekom Baskets Bonn und erhielt einen Einjahresvertrag mit beiderseitiger Verlängerungsoption. Die Bonner waren in der vorangegangenen Saison im Viertelfinale der Playoffs an Ulm gescheitert. Nach der Saison wurde der Vertrag nicht verlängert, da Bonn nach einer sportlich enttäuschenden Saison einen kompletten Neuaufbau des Kaders anstrebte.
Anfang Juni 2016 stellten die Walter Tigers Tübingen Philmore als Neuzugang vor. Dort spielte er bis zum Ende der Saison 2016/17 und war anders als bei seinen beiden vorherigen Bundesliga-Stationen Leistungsträger: Philmore kam für Tübingen auf 33 Einsätze und einen Schnitt von 9,9 Punkten.
Ab Sommer 2017 spielte er für den Bundesligisten EWE Baskets Oldenburg und ab 2018 für den rumänischen Erstligisten CSU Sibiu.
Im Februar 2021 kehrte er zu den Telekom Baskets Bonn zurück und unterschrieb einen Vertrag bis zum Ende der laufenden Saison. Philmore schloss sich in der Sommerpause 2021 dem französischen Zweitligisten Rouen Métropole Basket an. Zur Saison 2022/23 wechselte er zu Alba Fehérvár in die ungarische Stadt Székesfehérvár. Während der Sommerpause 2024 kehrte Philmore nach Rumänien zurück und wurde Mitglied der Mannschaft CSM Constanța. Dort spielte er bis Dezember 2024, Mitte Januar 2025 wurde Philmore von KK Sutjeska Nikšić (Montenegro) verpflichtet. Rund einen Monat später kehrte er zu Alba Fehérvár zurück.

## Persönliches
Philmores Mutter (Annette Wagner) ist Deutsche, weshalb Philmore auch die deutsche Staatsbürgerschaft besitzt. Sein Vater ist US-Amerikaner.